# L'uomo senza corpo
L'uomo senza corpo (Curse of the Undead) è un film del 1959 diretto da Edward Dein.
È il capostipite del genere western horror ambientato negli anni 1880 con Eric Fleming, Michael Pate e Kathleen Crowley.

## Produzione
Il film, diretto da Edward Dein su una sceneggiatura dello stesso Dein e di Mildred Dein, fu prodotto da Joseph Gershenson per la Universal Pictures e girato negli Universal Studios a Universal City, California, dal 10 dicembre a fine dicembre 1958. Il titolo di lavorazione fu Affairs of a Vampire.

## Distribuzione
Il film fu distribuito con il titolo Curse of the Undead negli Stati Uniti nel maggio 1959 al cinema dalla Universal Pictures.
Altre distribuzioni:
- in Francia il 30 settembre 1959 (Dans les griffes du vampire)
- in Messico il 26 gennaio 1961 (Maldición diabólica)
- in Belgio (Le tueur invincible)
- in Brasile (Sanha Diabólica)
- in Cile (La maldición del zombie)
- in Italia (L'uomo senza corpo)

## Critica
Secondo il Morandini il film è un "modesto horror gotico in un'insolita ambientazione western".

## Promozione
Le tagline sono:
- His body is an empty shell that hides a lustful fiend!
- The countryside, terrorized! The young and beautiful, drained of life! Even the strongest man, destroyed by the unholy...